# Diocèse de Birmingham (États-Unis)
Le diocèse de Birmingham (Dioecesis Birminghamiensis) est un territoire ecclésiastique de l'Église catholique romaine aux États-Unis. Son siège est à la cathédrale Saint-Paul de Birmingham (Alabama), occupé depuis 2020 par Steven J. Raica (en).

## Historique
Le diocèse de Birmingham a été érigé le 28 juin 1969 par Paul VI, recevant son territoire du diocèse de Mobile (aujourd'hui archidiocèse, dont il est suffragant).

## Territoire
Le diocèse s'étend sur une surface de 72 728 km2 en 66 paroisses et englobe les 39 comtés de : Bibb, Blount, Calhoun, Chambers, Cherokee, Chilton, Clay, Cleburne, Colbert, Coosa, Cullman, DeKalb, Etowah, Fayette, Franklin, Greene, Hale, Jackson, Jefferson, Lamar, Lauderdale, Lawrence, Limestone, Madison, Marengo, Marion, Marshall, Morgan, Perry, Pickens, Randolph, St. Clair, Shelby, Sumter, Talladega, Tallapoosa, Tuscaloosa, Walker et Winston.

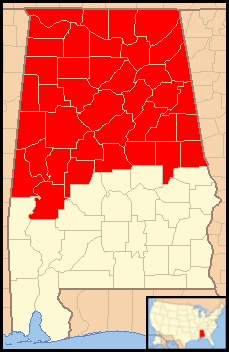
Emplacement du diocèse de Birmingham.
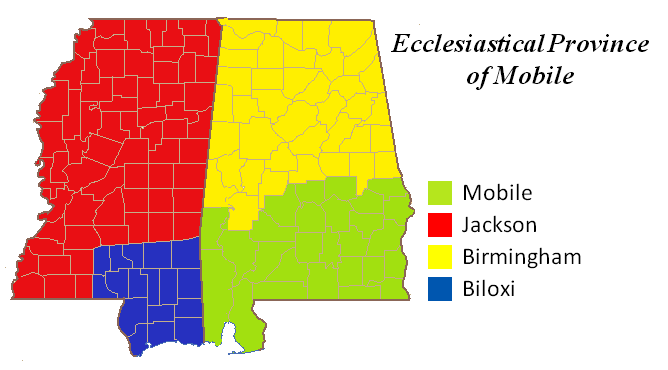
Province ecclésiastique de Mobile.

## Statistiques
Le diocèse comprenait en 2006, pour cinquante-cinq paroisses, 2 845 000 habitants et 98 600 baptisés catholiques. L'annuaire pontifical de 2009 donne les chiffres de 2 904 000 habitants et 100 700 catholiques. Ils sont desservis par 87 prêtres (dont 8 réguliers) et 56 diacres permanents. Il y avait, en 2005, 28 religieux (dont 12 prêtres) et 154 religieuses et, en 2007, 31 religieux (dont 8 prêtres) et 140 religieuses.

## Ordinaires
- Liste des évêques de Birmingham

## Source
- (it) Cet article est partiellement ou en totalité issu de l’article de Wikipédia en italien intitulé « Diocesi di Birmingham » (voir la liste des auteurs).

### Articles liés
- Diocèse anglican de Birmingham
- Liste des juridictions catholiques aux États-Unis
- Église catholique aux États-Unis